# 14594 Jindrašilhán
(14594) Jindrašilhán, denumire internațională (14594) Jindrasilhan, este un asteroid din centura principală de asteroizi.

## Descriere
14594 Jindrašilhán este un asteroid din centura principală de asteroizi. A fost descoperit pe 24 septembrie 1998 la Observatorul din Ondřejov de Petr Pravec. Asteroidul prezintă o orbită caracterizată de o semiaxă mare de 2,53 ua, o excentricitate de 0,15 și o înclinație de 13,9° în raport cu ecliptica.